# Dog Island (Nunavut)
Dog Island – niezamieszkana wyspa w Zatoce Frobishera, w Archipelagu Arktycznym, w regionie Qikiqtaaluk, na terytorium Nunavut, w Kanadzie. W pobliżu Dog Island położone są wyspy: Crowell Island, Luella Island, Kungo Island, Anchorage Island, Metela Island, Quadrifid Island, Camp Island, Sliver Island i Wedge Island.